# Гатаєв Валерій Закірович
Валерій Закірович Гатаєв (нар.. 16 вересня 1938, Казань, Російська РФСР, СССР — пом.. 24 червня 2011, Москва, Росія) — радянський і російський актор театру і кіно, народний артист РРФСР (1986).

## Біографія

Могила Валерія Гатаєва на Троєкуровському кладовищі Москви.

Закінчив Казанське театральне училище і школу-студію МХАТ (1966). У 1961—1969 і в 1971—1987 рр. був актором Калінінського драматичного театру, де зіграв понад 30 ролей.
У 1971 році грав у ленінградському театрі ім. Ленінського Комсомолу. У 1987 році був запрошений в трупу Московського художнього академічного театру ім. М. Горького (художній керівник — Тетяга Дороніна), де працював до кінця життя.
У кіно Валерій Гатаєв почав зніматися з середини 1960-х років. Знаменитим актора зробила пам'ятна роль Фрола Курганова у фільмі « Тіні зникають опівдні» (1971).
У 1972 році Валерій Гатаєв знявся в ролі Григорія Котовського в історико-революційному фільмі «Останній гайдук». Згодом Гатаєва задіяли в кіно, головним чином, у ролях другого плану. У 1998 році він знявся разом з Аленом Делоном, Ванессою Параді, Жаном-Полем Бельмондо і Олександром Яковлєвим у французькому бойовику «Один шанс на двох».
Народний артист РРФСР (1986).
Валерій Гатаєв помер від серцевої недостатності в Москві 24 червня 2011 року . Похований на Троєкуровському кладовищі Москви.

## Особисте життя
- Перша дружина — Людмила. У цьому шлюбі в 1966 році народився син Артем. Закінчив Вищу Школу міліції в Каунасі (Литва), командир СОБР.
- Друга дружина — актриса МХАТ імені Горького Ольга Дубовицька (нар. 19 вересня 1962). У цьому шлюбі в 1989 році народилися доньки-двійнята Марія і Тетяна.

## Призи та нагороди
- Заслужений артист РРФСР (1976)
- Народний артист РРФСР (1986)
- Орден Дружби (1999).

## Фільмографія
- 1964 — Дочка Стратіона — Штюрмер (капітан Ворон)
- 1967 — Туманність Андромеди — оператор станції розподілу робіт
- 1969 — Іспит на чин — екзаменований чиновник
- 1971–1974 — Тіні зникають опівдні — Фрол Курганов
- 1972 — Останній гайдук — Григорій Іванович Котовський
- 1973 — Сибірський дід
- 1975 — Георгій Сєдов — матрос Линник
- 1980 — Остання втеча — Олександр, вітчим Віктора
- 1980 — Хід у відповідь (короткометражна версія) — капітан Швець
- 1985 — Корабель прибульців — Комаров
- 1985 — Співучасть у вбивстві — інспектор поліції Філберт
- 1986 — Без терміну давності — капітан Дементьєв
- 1987 — Перші уроки. Рік по тому. . . (фільм-спектакль) — Корчной, голова облвиконкому.
- 1989 — Його батальйон — генерал
- 1989 — Ніч на роздуми
- 1990 — Очищення — Іван Порфирович, староста
- 1990 — Футболіст — Едуард
- 1991 — Плащаниця Олександра Невського — Сергій, слідчий
- 1991 — Похорон на другому поверсі — полковник міліції Волошин
- 1991 — Штемп — підполковник
- 1991 — Майстер Сходу — слон
- 1993 — Розкол — міністр Дмитро Сипягін
- 1994 — Простодушний
- 1994–1995 — Фатальні яйця — кореспондент
- 1995 — Чоловік талісман
- 1998 — Один шанс на двох (Франція) — ватажок мафії Анатолій Шарков
- 1998 — Суддя в пастці — Стафф, констебль
- 1999 — Каменська-1 (серія «Шістки вмирають першими») — Кабанов
- 2001 — Під Полярною зіркою — Оруджев
- 2001 — Сищики-1 (серія «Знак Іуди») — патологоанатом
- 2001–2004 — Дружна сімейка — міліціонер
- 2002 — Дві долі — лікар
- 2002 — Російські амазонки — батько Майї
- 2003 — Next 3 — засуджений
- 2003 — Капітан Правда — генерал
- 2003 — Колгосп інтертейнмент — Немигайло
- 2005 — Полювання на ізюбра
- 2005 — Сищики-4 (серія «Крижане полум'я») — Сиплий
- 2005 — Тайський вояж Степанича — один Степановича
- 2006 — Іспанський вояж Степанича — один Степановича
- 2007 — Громови. «Будинок надії» — партійний діяч, гість Валишевский